# Addis Hintsa
Addis Hintsa Tekle est un joueur éthiopien de football évoluant au poste de milieu de terrain au sein du club de Dedebit FC.

## Carrière
Il commence sa carrière en 2008 au sein du Banks SC puis est transféré au Dedebit FC lors de la saison 2010-2011.
International éthiopien à six reprises, il est appelé en janvier 2013 par le sélectionneur Sewnet Bishaw pour faire partie du groupe des 23 joueurs participants à la phase finale de la Coupe d'Afrique des nations 2013.